# Cryptaranea invisibilis
Cryptaranea invisibilis is een spinnensoort in de taxonomische indeling van de wielwebspinnen (Araneidae).
Het dier behoort tot het geslacht Cryptaranea. De wetenschappelijke naam van de soort werd voor het eerst geldig gepubliceerd in 1892 door Arthur T. Urquhart..